# امرأة مع الشيطان (فلم)
امرأة مع الشيطان  فيلم دراما للمخرج صلاح سري  عام 1989 كتب القصة والسيناريو والحوار السيناريست والمنتج المصري بسري غريب الفخراني. الفيلم من بطولة سعيد صالح، إيهاب نافع، دلال عبدالعزيز، نعيمة الصغير، ضياء الميرغني، وحسن الأسمر  وتدور الأحداث حول الممرضة الجميلة ناهد التي تصادف حياة صعبة تدفعها للزواج من رجل مسن وواسع الثراء وتخطط مع حبيبها لقتل الزوج والفوز بالميراث الكبير.
صدر العرض الأول للفيلم في التلفزيون المصري في يناير 1989  وتم توزيعه في منافذ بيع شرائط الفيديو.
منح موقع قاعدة بيانات الأفلام العربية «السينما.كوم» الفيلم درجة 5/ 10.

## طاقم التمثيل
سعيد صالح: في دور مروان صلاح الدين (لص سيارات)
إيهاب نافع: في دور الثري المسن أشرف السلحدار
دلال عبد العزيز: في دور ناهد (ممرضة بمستشفى خاص)
نعيمة الصغير: في دور نعيمة (والدة ناهد)
ضياء الميرغني: في دور متولي (زوج نعيمة)
حسن الأسمر: في دور حمادة (زميل مروان في سرقة السيارات)
شوقي شامخ: في دور سامي (ضابط الشرطة)
وفاء شهاب: في دور شيرين أشرف السلحدار
محمد إسماعيل: في دور مدحت (نقيب الشرطة وزوج شيرين)
بندق حسن: في دور المعلم طرزان
محمد أبو حشيش: في دور حمودة الجحش (تاجر المخدرات)
سيد مصطفى: في دور وكيل النيابة
صلاح يحيى: في دور البواب
لويس يوسف: في دور المحامي
بالاشتراك مع: جيهان محمد – كوثر رمزي.

## أحداث الفيلم
تعيش ناهد (دلال عبد العزيز)، الممرضة بمستشفى خاص، مع والدتها نعيمة (نعيمة الصغير) وزوج والدتها متولي (ضياء الميرغني) تاجر المخدرات، وهو المتردد على كافة السجون، وتحب الشقي مروان صلاح الدين (سعيد صالح) لص السيارات، والعضو في تشكيل عصابي مع الشقي حمادة (حسن الأسمر) لسرقة السيارات وبيعها للمعلم طرزان (بندق حسن)، وإنفاق حصيلة السرقة على المخدرات والراقصات. يفرج عن المعلم متولي من السجن وهو يطمع أن تقوم زوجته نعيمة بالإنفاق عليه ليستمر في تعاطي المخدرات. يتفق متولي وتاجر المخدرات حمودة الجحش (محمد أبو حشيش) على تزويجه من ناهد، لقاء مهر 20 ألف جنيه وكمية من المخدرات، ولكن ناهد ترفض. يحاول متولي إغتصاب ناهد في غياب زوجته، وعندما تدرك نعيمة محاولات متولي تقوم بطرد الفتاة من البيت. تلجأ ناهد لصديقها مروان وتقيم معه في حجرته التي استأجرها بحصيلة السرقة، ولكن الضابط سامي (شوقي شامخ) يتمكن من القبض على حمادة الذي يعترف بمشاركة مروان. يتم القبض على مروان وتلجأ ناهد للعجوز الثري أشرف السلحدار (إيهاب نافع)، والذى سبق لها تمريضه بالمستشفى، ويعجب بها وعندما يعلم بمحنتها يطلب منها أن تقيم معه حيث أنه يعيش وحيدا مع إبنته شيرين (وفاء شهاب) المخطوبة لنقيب الشرطة مدحت (محمد إسماعيل)، ثم يعرض عليها الزواج وتوافق وترضخ شيرين لرغبة والدها.
يخرج مروان من السجن، ويتواصل مع ناهد التي تخطط للتخلص من زوجها لترثه، وهي لا تعلم أن أشرف قد كتب كل ثروته لابنته شيرين، ولكنه وبعد أن تزوجت إبنته من مدحت، استدعى محاميه (لويس يوسف) وطلب تخصيص مبلغا كبيرا من ثروته لناهد. يقوم مروان بقتل أشرف، وتبدأ تحقيقات الشرطة ولكن احتياج مروان للمال دفعه إلى التسلل لحجرة ناهد، وعندما تكتشف شيرين سر زوجة أبيها يقوم مروان بقتلها وإلقاء جثتها في النيل. تتطور الأحداث وتنهار أعصاب ناهد وتطلق الرصاص على مروان وتصاب بلوثة عقلية.

## روابط خارجية
- مقالات تستعمل روابط فنية بلا صلة مع ويكي بيانات
- امرأة مع الشيطان على موقع الدهليز
- امرأة مع الشيطان على موقع كاروهات